# Mastomys coucha
Mastomys coucha is een knaagdier uit het geslacht Mastomys dat voorkomt in zuidelijk Afrika. Deze soort komt voor in Midden-Namibië, Zuid- en West-Zimbabwe, Lesotho en grote delen van Zuid-Afrika. Deze soort lijkt sterk op de veeltepelmuis (M. natalensis), maar onderzoek heeft uitgewezen dat de beide soorten verschillen in karyotype (2n=36, FNa=52-56 tegen 2n=32, FN=54), biochemische eigenschappen, de morfologie van de schedel en de voortplantingsorganen, voortplantingsgedrag, groeipatronen en in de ultrasone geluiden die ze voortbrengen. Hoewel beide soorten soms in hetzelfde gebied voorkomen, komt M. coucha meestal voor in drogere gebieden, terwijl de veeltepelmuis in wat nattere klimaten voorkomt. Deze soort leeft in grasland en droge gebieden met 400 tot 700 mm jaarlijkse neerslag. Het dier komt ook in gebouwen voor en kan een plaag worden. Deze dieren vormen een reservoir voor de pest; ze kunnen de ziekte op mensen overdragen.
De rug is grijsbruin, met wat lichtere flanken, de onderkant donkergrijs. De voeten zijn wit. De staart, die aan de bovenkant wat donkerder is dan aan de onderkant, is bedekt met fijne haartjes. Vrouwtjes hebben tot 12 paren van mammae.
M. coucha is een alleseter, die meestal zaden, fruit, gras en insecten eet. Soms eet het dier ook vlees. Deze soort kan zich zeer snel vermenigvuldigen. De voortplanting gaat het hele jaar door, hoewel in de winter wat minder. Na een zwangerschap van 23 dagen kunnen vrouwtjes tot 22 jongen krijgen, maar meestal krijgen ze er zes tot twaalf. Vrouwtjes kunnen na elf weken hun eerste nest krijgen.